# Peter McCauley
Peter McCauley (Nueva Zelanda, 8 de marzo de 1950) es un actor neozelandés que ha aparecido en numerosas series de televisión y películas, principalmente en su país de origen.

## Carrera
McCauley se graduó de Toi Whakaari: Escuela de Drama de Nueva Zelanda en 1973 con un Certificado en Actuación. Ha trabajado en dramas televisivos como Star Runner y Sir Arthur Conan Doyle's The Lost World en la que interpretó al profesor George Challenger. Su personaje en The Lost World era un científico con sed de demostrar la existencia de dinosaurios en una meseta de la jungla. Cuando la expedición queda varada, él y otros personajes se encuentran con varias sociedades y criaturas. El programa duró 3 temporadas antes de su cancelación debido a problemas financieros. También apareció en varios episodios de la exitosa serie de Starz Spartacus.
Desde entonces ha trabajado para la BBC editando películas y series de televisión.

## Filmografía

### Películas
| Año  | Título                     | Papel                | Notas        |
| ---- | -------------------------- | -------------------- | ------------ |
| 1974 | A State of Siege           |                      | Cortometraje |
| 1979 | Middle Age Spread          | Hombre en pub        |              |
| 1984 | Pallet on the Floor        | Sam Jamieson         |              |
| 1985 | Kingpin                    | Paul Jeffries        |              |
| 1985 | Hot Target                 | Det. Inspector Nolan |              |
| 1986 | Aces Go Places IV          | Digger               |              |
| 1986 | Bridge to Nowhere          | Padre de Tanya       |              |
| 1987 | Young Detectives on Wheels | Brian Mitchell       |              |
| 1987 | Starlight Hotel            | Hombre repo          |              |
| 1998 | The Interview              | Det. Hudson          |              |
| 2003 | The Locals                 | Bill                 |              |
| 2006 | Perfect Creature           | Prof. Liepsky        |              |
| 2010 | After the Waterfall        | George               |              |
| 2011 | Netherwood                 | Duncan               |              |
| 2012 | Existence                  | Robert               |              |
| 2016 | The Couple                 | Husband              | Cortometraje |
| 2016 | La luz entre los océanos   | Sargento Spragg      |              |

### Televisión
| Año  | Título                                  | Papel                     | Notas                                                                     |
| ---- | --------------------------------------- | ------------------------- | ------------------------------------------------------------------------- |
| 1979 | Children of Fire Mountain               | Capt. Bloom               | Miniserie                                                                 |
| 1984 | Heroes                                  | Tony                      | "1.5"                                                                     |
| 1986 | Open House                              | Ray Frazer                | "Happy Birthday"                                                          |
| 1987 | Steel Riders                            | Brian Mitchell            | "Bloodstones", "Cops"                                                     |
| 1991 | Shark in the Park                       | Dean Solomon              | Recurrente                                                                |
| 1992 | The Ray Bradbury Theater                | Sheriff                   | "The Dead Man"                                                            |
| 1993 | Phoenix                                 | Inspector Lew Murdoch     | Protagonista                                                              |
| 1993 | Snowy                                   | Kendall                   | "Dams, Schemes & Damn Schemes", "High Claim, Higher Title"                |
| 1993 | The Feds: Seduction                     | Chad                      | Película de televisión                                                    |
| 1995 | Fire                                    | Notario                   | "Hellfire"                                                                |
| 1995 | Mysterious Island                       | Mr. Spilett               | "First Impressions Are Skin Deep", "Gideon's Tale"                        |
| 1995 | Shortland Street                        | Dr. Finlay Keats          | TV series                                                                 |
| 1996 | The Man from Snowy River                | Higgins / Capt. Ezra King | "Code of Ethics", "Black Sheep"                                           |
| 1996 | Xena: la princesa guerrera              | Talmadeus                 | "The Greater Good"                                                        |
| 1997 | 20.000 leguas de viaje submarino        | Almirante McCutcheon      | Película de televisión                                                    |
| 1997 | Roar                                    | Culann / Brach            | "Banshee", "The Spear of Destiny"                                         |
| 1998 | Good Guys, Bad Guys                     | Henry Doak                | "Zen Go the Strings of My Heart"                                          |
| 1998 | Blue Heelers                            | Lionel Hughes             | "Spinning the Yarn"                                                       |
| 1998 | The Violent Earth                       | Theroux                   | Miniserie                                                                 |
| 1998 | State Coroner                           | Sgt. Ted Harris           | "Body of Evidence"                                                        |
| 1998 | Hercules: The Legendary Journeys        | Varios                    | Recurrente                                                                |
| 1998 | The Chosen                              | Det. Graham               | Película de televisión                                                    |
| 1999 | Stingers                                | Charlie Pearce            | "Faking It"                                                               |
| 1999 | Sir Arthur Conan Doyle's The Lost World | Prof. George Challenger   | Protagonista; 66 episodios                                                |
| 2000 | Tales of the South Seas                 |                           | "Isabelle's Brother"                                                      |
| 2002 | The Outsider                            | Isaiah Miller             | Película de televisión                                                    |
| 2004 | The Secret Life of Us                   | Calum McKlintock          | "Stretching the Friendship", "The Heart of Friday Night", "The Treadmill" |
| 2005 | Hercules                                | Nestor                    | Miniserie                                                                 |
| 2010 | Legend of the Seeker                    | Hechicero                 | "Resurrection"                                                            |
| 2011 | Longing for Paradise Island             | Gary                      | Película de televisión                                                    |
| 2011 | Tangiwai                                | Bill Blair                | Película de televisión                                                    |
| 2012 | Spartacus: War of the Damned            | Lucius Caelius            | Recurrente                                                                |
| 2012 | Nothing Trivial                         | Rock Wedgewood            | Recurrente                                                                |
| 2020 | Carta al rey                            | General                   | 2 episodios                                                               |

### Teatro
| Año  | Título              | Papel             | Notas                    |
| ---- | ------------------- | ----------------- | ------------------------ |
| 1994 | Falling from Grace  | Michael Brazinski | Playbox Theatre          |
| 2003 | Espectros           |                   | The Court Theatre        |
| 2004 | Goldie              | Louis Steele      | Auckland Theatre Company |
| 2006 | Noche de reyes      |                   | Auckland Theatre Company |
| 2009 | The Pohutakawa Tree |                   | Auckland Theatre Company |